# Rádio Continental (Rio de Janeiro)
Rádio Continental é uma estação de rádio brasileira da cidade do Rio de Janeiro operante em 1520 kHz, porém sua concessão é de São João de Meriti. É uma rádio evangélica pertencente à Assembleia de Deus Ministério de Madureira.

## História
Na primeira metade da década de 1980, chegou a se chamar Rádio Mauá (nome retirado da emissora carioca extinta em 1976), tendo como diretor Jessé Rocha. Neste período, a rádio funcionava em um prédio na Rua do Livramento no bairro da Gamboa e operava também em Ondas Tropicais, na frequência de 5055 kHz. Em 2001, é documentado que a rádio pertencia ao político Sotero Cunha. Já em 2004, ela encontrava-se administrada pelo bispo Manoel Ferreira, da Assembleia de Deus.
Durante os anos 1990 chegou a se chamar Rádio Assembleia de Deus, mas voltou ao nome Continental. Nos anos 2000, a emissora apostou num formato de programação eclética com orientação evangélica, que segue até os dias atuais.